# Эндерс, Дитер
Дитер Эндерс (17 марта 1946, Буцбах, Американская зона оккупации Германии — 29 июня 2019) — немецкий химик-органик, который работал над разработкой асимметричного синтеза, в частности, с использованием модифицированных пролинов в качестве хиральных вспомогательных веществ.
Наиболее широко применяемыми из его хиральных вспомогательных веществ являются дополнительные вспомогательные вещества SAMP и RAMP, которые позволяют проводить асимметричное альфа-алкилирование альдегидов и кетонов . В 1974 году получил докторскую степень в Гиссенском университете, обучаясь у Дитера Зеебаха, а затем получил постдокторскую степень в Гарвардском университете, обучаясь у Элиаса Джеймса Кори. Затем он вернулся в Гиссен, чтобы получить степень доктора наук в 1979 году, после чего стал лектором, а вскоре в 1980 году получил звание профессора органической химии в Бонне. В 1985 году переехал в Аахен, где был профессором органической химии и директором. Он был главным редактором журнала Synthesis и входил в консультативные советы многих других журналов, включая Letters in Organic Chemistry и SynLett.
За свою карьеру он получил множество наград, в том числе:
- 1993 — Премия имени Лейбница
- 1995 — Премия Ямада, Япония
- 2000 — Премия Макса Планка по химии
- 2002 — Эмиль-Фишер-Медаль ГДЧ
- 2014 — Премия Рёдзи Ноёри (яп.), Япония